# 比伯尔里德
比伯尔里德是德国巴伐利亚州的一个市镇。总面积22.73平方公里，总人口1193人，其中男性610人，女性583人（2011年12月31日），人口密度52人/平方公里。